# 수쿠크
수쿠크(아랍어: صكوك ṣukūk[*]) 또는 단수형으로 사크(아랍어: صك ṣakk[*])란, 이슬람 국가에서 자금조달을 위해 발행하는 채권이다. 이슬람채권이라고도 한다. 이자를 금지하는 이슬람 율법에 따라 고안된 금융투자방식으로, 채권 발행 자금을 실물자산에 투자하여 그 수익을 배당금 형태로 투자자들에게 지급하게 된다.

## 정의
이슬람 율법인 샤리아에 따라 이슬람 사회에서는 이자(리바, Riba)지급이 금지되어 있다. 그렇다고 금융활동을 전혀 안할 수도 없다. 불로소득인 이자에 대한 대안으로 고안된 방법이 투자와 배당금 개념이다. 즉 이슬람 자본의 운영 원리는 기본적으로 투자를 하고 그것에 대한 배당금을 받는 방식이다.
예를 들어 수쿠크의 발행자는 부동산 등의 자산을 특수목적 회사(SPC) 등에 임대한 뒤 여기에서 나오는 수익을 투자자들에게 배당금 혹은 리스료의 형식으로 지급하는 식이다. 
원금의 경우는 훗날 실물자산을 채권자가 채무자에게 재 매입하도록 하거나 일반에 매각하는 방식으로 회수할 수 있다. 
물론 사업자가 망하게 되면 채권 회수는 (원칙적으로) 불가능해 진다. 즉 공동투자자의 개념이 강한 것이 수쿠크의 특징이라고 할 수 있다.
고유가 시대가 장기화 되면서 이슬람계 자본이 급증하면서 이를 유치하려는 각국의 움직임이 본격화 되고 있다.
일례로 아시아의 대표적인 이슬람 국가는 일찍부터 '이슬람 금융허브'를 목표로 삼고 수쿠크 진흥을 금융정책의 주요 목표로 삼고 있다.
이슬람금융의 경우 경전의 요구대로 수익금의 2.5%를 자선금(자카트)이라는 이름으로 떼어 자선단체로 보내도록 의무화되어있다.
이 때 통상 '하왈라'(Hawala)라는 송금방식을 사용하는데, 하왈라는 이슬람의 전통적 송금방식으로 송금즉시 근거서류들을 파기하도록 되어있어 송금처를 확인할 수 없고, 따라서 국제테러조직의 자금세탁과 테러자금 조달 수단으로 악용될 수 있는 여지가 있다.
수쿠크 금융의 적격성 여부는 샤리아위원회의 결정권한에 둔다. 이 샤리아위원회는 경제논리보다는 이슬람의 율법과 종교적 목적을 더욱 중시한다.
샤리아법에 저촉되는 경우라면 언제든지 자금을 회수한다. 이렇게 수쿠크 자금은 운영기간 내내 샤리아위원회의 감시와 감독을 받는, 쉽게 통제하기 어려운 자금으로 잘못하면 해당 국가 금융주권이 침해당하는 사태도 발생할 수 있다.

## 종류
- 이자라(Ijara) 수쿠크: 건물·설비 등의 유형 자산에 투자
- 무라바하(Murabaha) 수쿠크: 물건·부동산 매매를 통한 수익 창출

## 같이 보기
- 이슬람채권법